# Thomas Dekker (scriitor)
Thomas Dekker (n. 1572, Londra, Regatul Angliei – d. 25 august 1632, Londra, Regatul Angliei) a fost un dramaturg și prozator englez din perioada elisabetană.
Opera sa evocă viața cotidiană a micii burghezii, motiv pentru care poate fi considerat precursor al teatrului burghez din secolul al XVIII-lea.

## Opera
- c. 1600: Praznicul ciubotarului ("Th Shoemaker's Holiday");
- 1600: Bătrânul Fortunatus ("Old Fortunatus");
- 1603: Anul minunilor ("The Wonderful Year");
- 1604: Cinstita pirdută ("The Honest Whore");
- 1609: Abecedarul netotului ("The Gull's Hornbooke").